# Appell (Militär)
Appelle (frz. Ruf) sind formierte Versammlungen von Truppenteilen, paramilitärischen Einheiten und Hilfsorganisationen.

## Militär
Ursprünglich war der Appell das Signal zum Sammeln zerstreuter Truppen, besonders der Kavallerie nach vollführter Attacke.
In Heeren treten Kompanien, Bataillone oder Regimenter zum Appell nach den Regeln des Formaldienstes an.

Für Kompanien (und Batterien) beginnt mit dem Morgenappell die Tagesroutine. Der Kompaniefeldwebel und der Kompaniechef begrüßen die Soldaten und prüfen ihre Vollzähligkeit und die Vollständigkeit der jeweils befohlenen Ausrüstung. Sie nehmen Meldungen und Bitten entgegen, unterrichten über Neuigkeiten und geben das Tagesprogramm im Sinne einer Befehlsausgabe bekannt.
Bei der Marine gibt es keine Appelle, sondern Musterungen. In der Seeroutine gehören sie im Allgemeinen nicht zum Alltag, sondern werden aus besonderem Anlass (Häfen) vom Kommandanten oder Ersten Offizier befohlen.

## Sonstige Appelle
In der Zeit des Nationalsozialismus waren militärische und zivile Appelle an der Tagesordnung. Auf den Appellplätzen der Konzentrationslager diente das häufig stundenlange Stillstehen neben der Kontrolle auf Vollständigkeit der Häftlinge vor oder nach einem Arbeitseinsatz vor allem als Schikane, als Folter oder zur Bestrafung. In der DDR waren in der Pionierorganisation Ernst Thälmann Fahnenappelle üblich.

## Bildergalerie

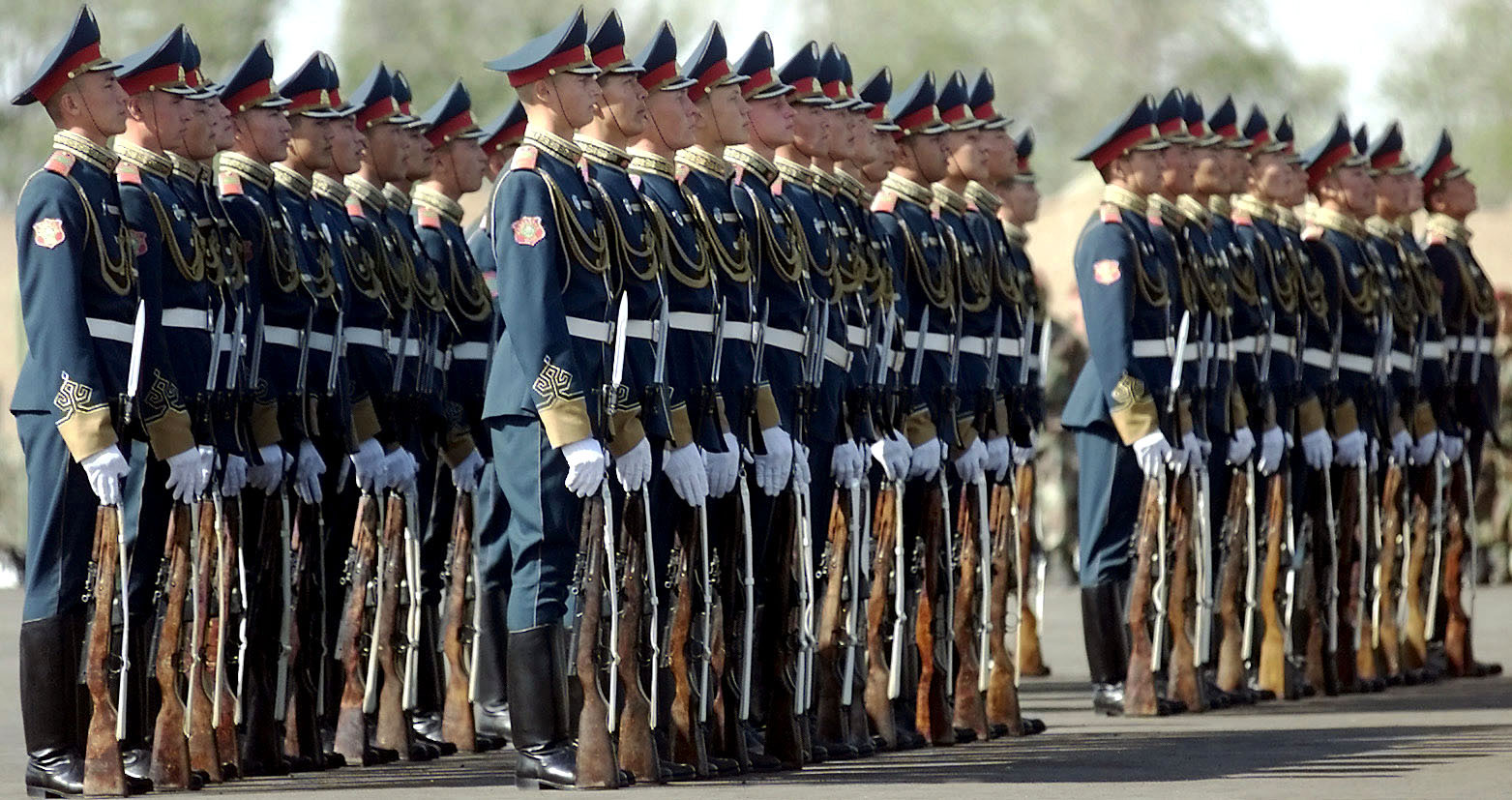
Kasachstan
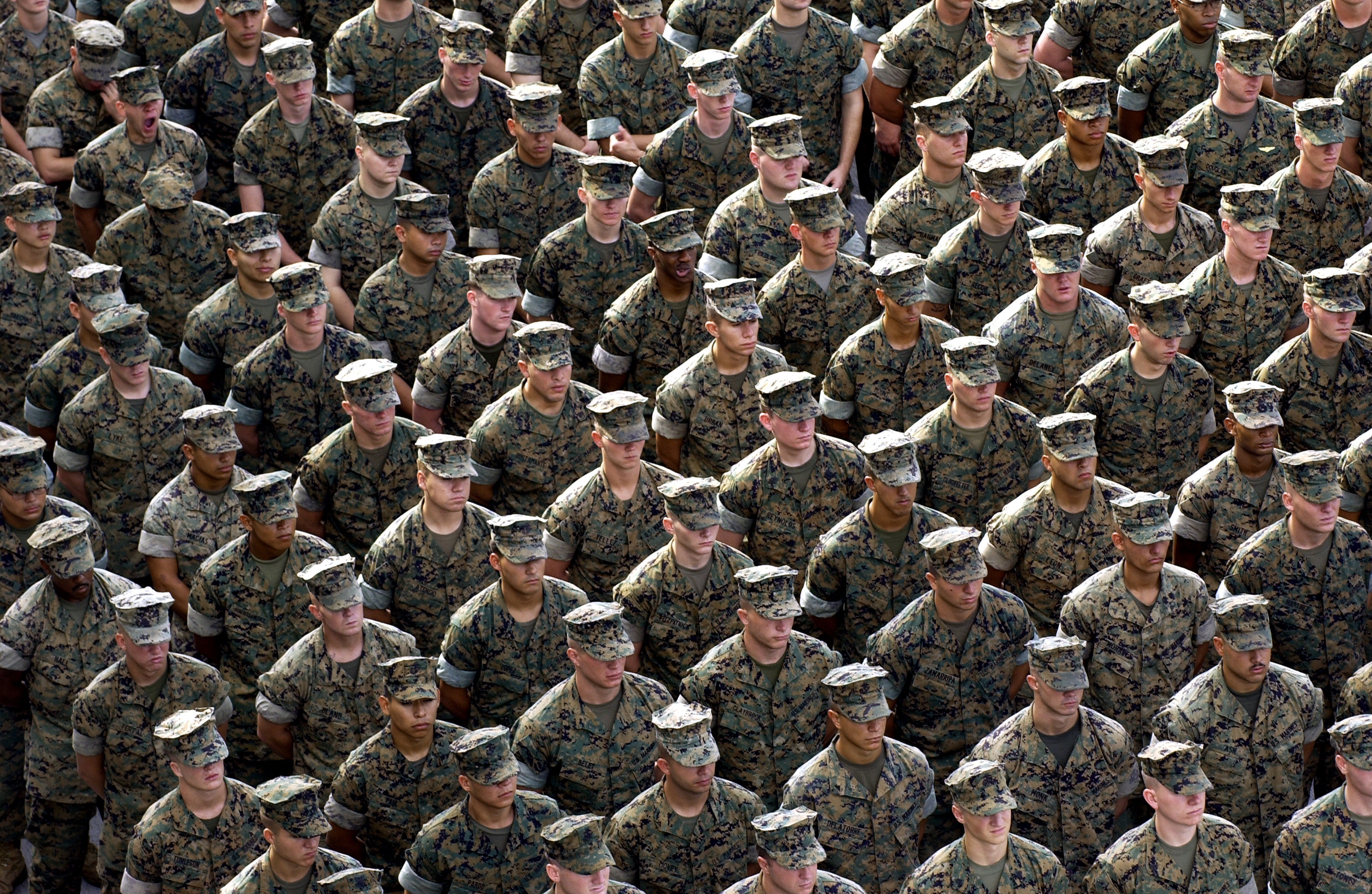
Marines
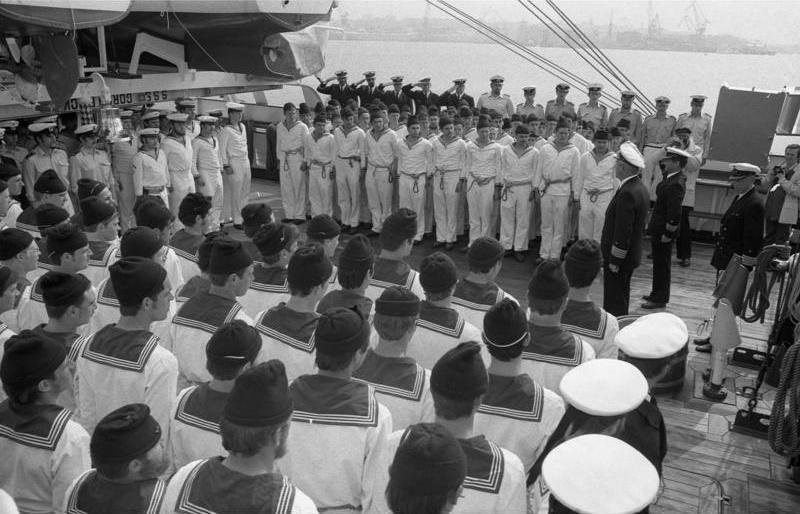
Gorch Fock
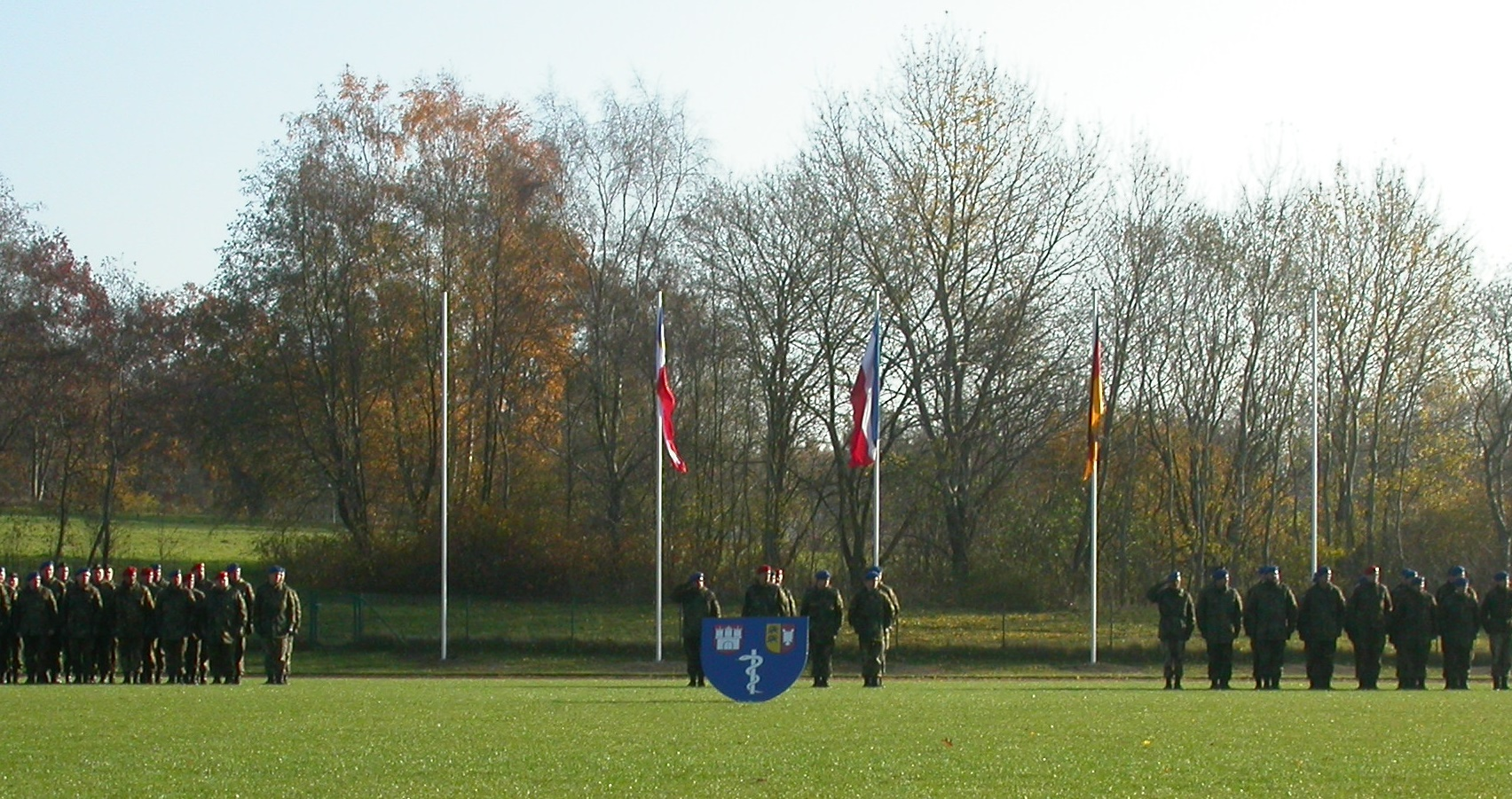
Lazarettregiment 71
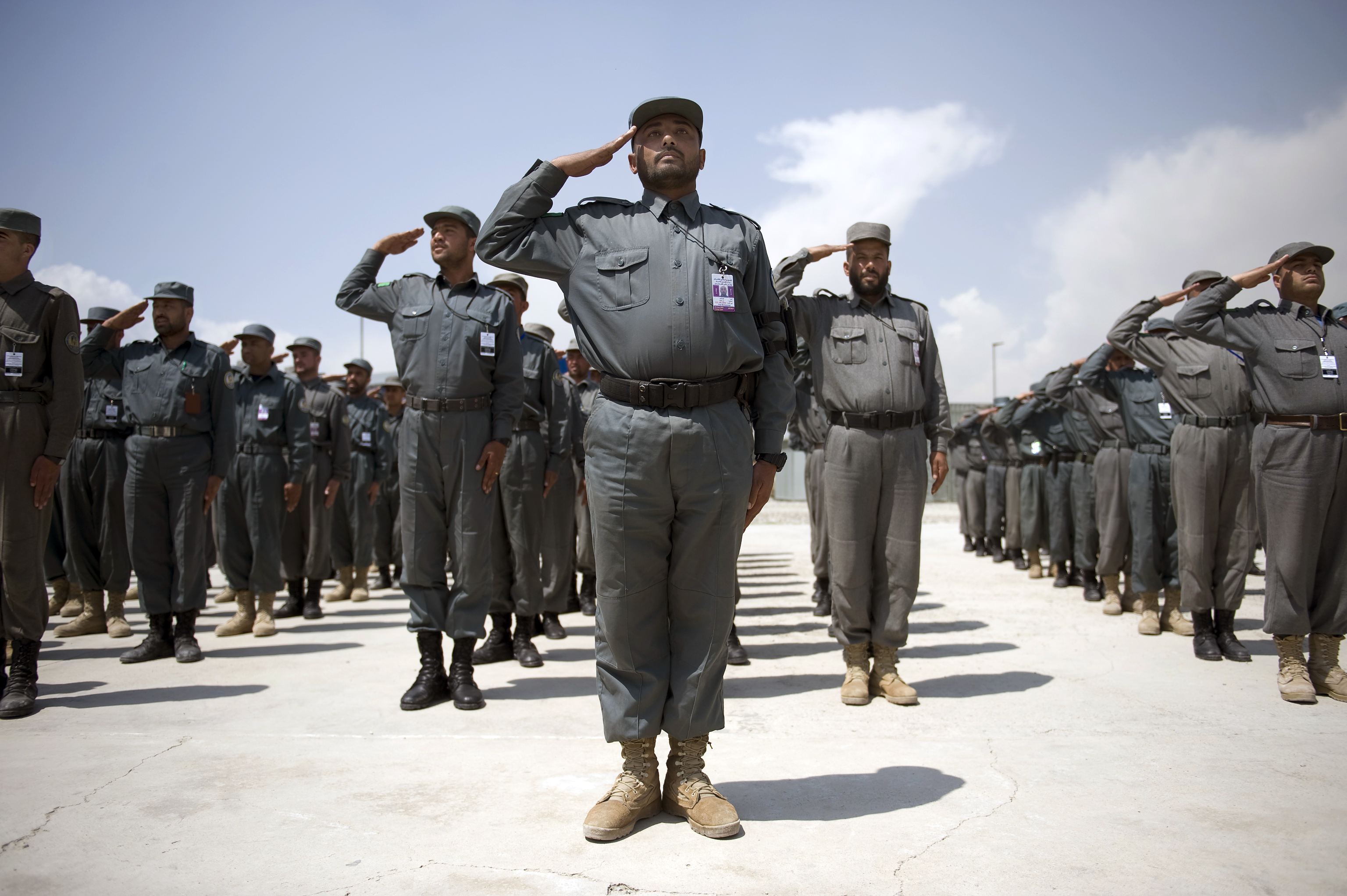
Afghanische Polizei
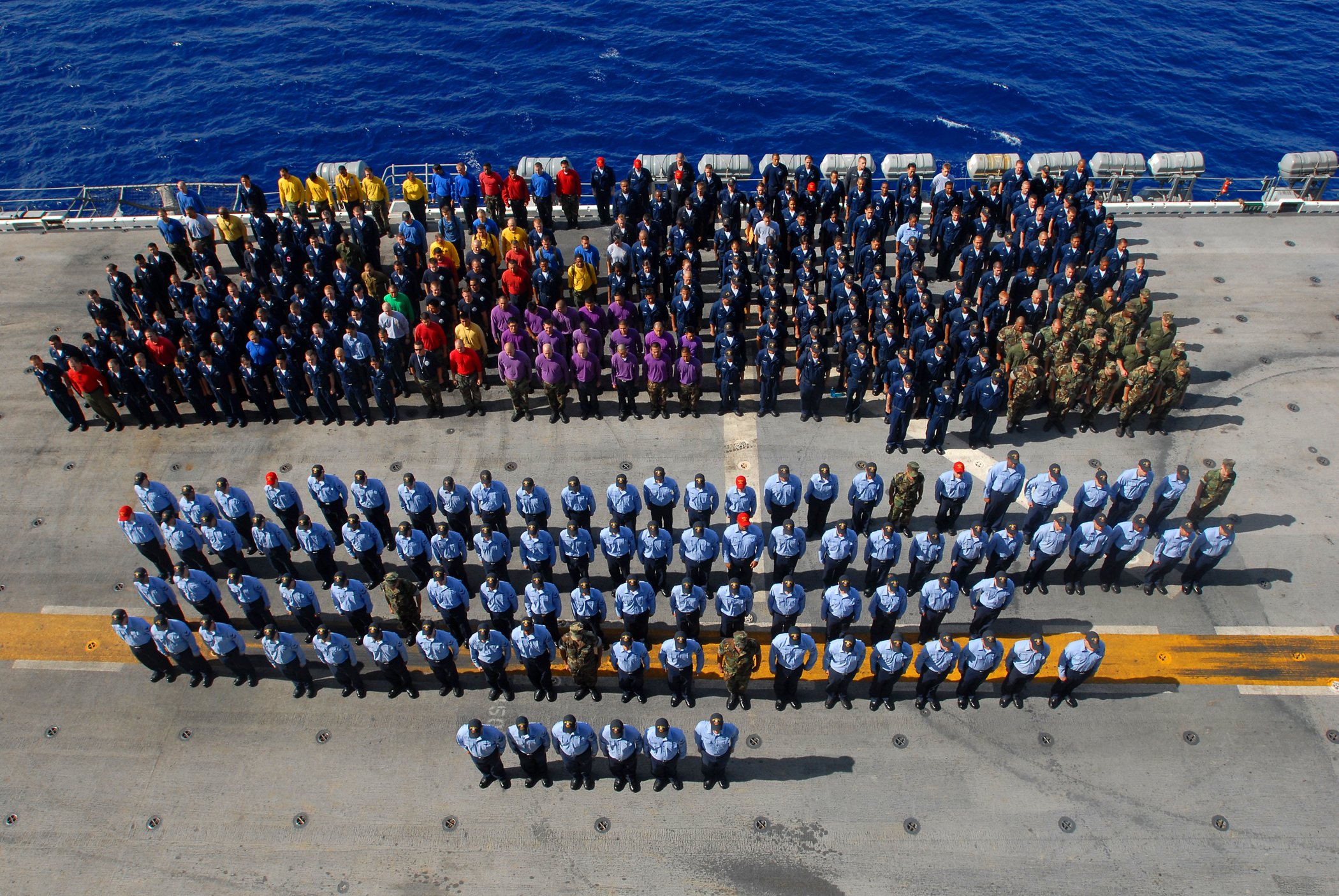
Peleliu